# 郭尔奔敖包站
郭尔奔敖包站位于内蒙古自治区锡林郭勒盟苏尼特右旗郭尔奔敖包，是集二铁路线上的一座四等站，于1954年投入使用。离集宁南站256公里，距二连站77公里，距查干诺尔站46公里，隶属呼和浩特铁路局管辖。客运可办理旅客乘降及行李、包裹托运；货运可办理整车货物到发，不办理罐装危险货物到发。
郭尔奔敖包站是集二铁路与郭查铁路的交汇点，查干诺尔矿区所产的矿产品大部分要由此站向外中转。